# Вулиця Боберського
Вулиця Бобе́рського — вулиця у Франківському районі міста Львів. Пролягає від вулиці Городоцької до вулиці Героїв УПА.
Прилучаються вулиці Скісна, Миколи Зерова, Ліська, Валер'яна Поліщука.

## Історія
Вулиця виникла наприкінці XIX століття, з 1889 року мала назву За Рога́ткою, адже пролягала за Городоцькою рогаткою. У 1936 році отримала назву Татар-Тшесньовського, на честь учасника польсько-української війни 1918–1919 років Здіслава Татар-Тшесньовського. За часів німецької окупації мала назву Панцерґассе, з 1946 року називалася вулицею Чека́ліна, на честь радянського партизана часів Другої світової війни.
Сучасну назву вулиці отримала у 1991 році, на честь українського педагога та спортивного діяча Івана Боберського.

## Забудова
На своєму початку вулиця забудована одно- та двоповерховими будинками у стилі класицизм, в середині та наприкінці вулиці переважає чотири- та п'ятиповерхова конструктивістська забудова 1930-х—1960-х років.